# Смолисто-асфальтенові речовини
Смолисто-асфальтенові речовини (рос. смолисто-асфальтеновые вещества; англ. resin asphaltene substances; нім. Harzasphaltenstoffe m pl) — суміш високомолекулярних сполук, які складаються з конденсованих циклічних структур, що містять нафтенові, ароматичні і гетероциклічні кільця з декількома боковими аліфатичними ланцюгами, концентруються, в основному, в нафтах і асфальтено-смоло-парафінових відкладах (АСПВ) у вигляді колоїдних систем. Інколи їхній вміст сягає 50 %.
Смолисто-асфальтенові речовини мають велику молекулярну масу і не переганяються навіть з допомогою вакуумної перегонки; їхнє розділення на компоненти практично неможливе. Вони нейтральні, хімічно і термічно нестійкі, в процесі нагрівання розщеплюються і легко окислюються перманганатом калію в піридиновому розчині. У процесі нагрівання на повітрі до температури 100—150 °C смоли переходять в асфальтени.